# 고딕 소설

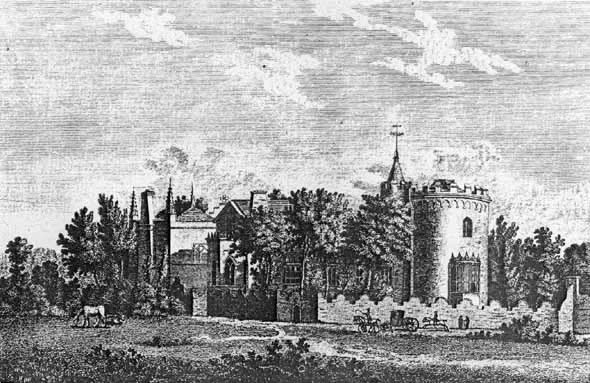
스트로베리 힐, "고딕 부활" 양식으로 지은 영국 빌라, 호레이스 월폴(Horace Walpole)이 지었다.

고딕 소설 (때때로 고딕 호러라고도 한다) 은 공포 소설과 로맨스의 요소가 결합된 문학장르이다. 하나의 장르로서 이것은 일반적으로 영국작가인 호레이스 월폴이 발명해 냈다고 알려져 있다. 고딕소설의 효시가 되는 작품은 호레이스가 1764년에 펴낸 소설 "오트란토의 성"(The Castle of Otranto)이다.
18세기 후반에서 19세기 초반까지 특히 성행했으며, 고딕소설이란 명칭은 중세의 건축물이 주는 폐허스런 분위기에서 소설적 상상력을 이끌어 냈다는 의미에서 붙여진 것이다.
오늘날 고딕소설이라는 용어는 중세적 배경을 갖고 있지 않더라도 공포스런 분위기를 자아내어 섬뜩하고 무시무시한 인간의 이상 심리를 다룬 소설의 유형까지 광범위하게 적용된다.